# La casa della freccia
La casa della freccia (titolo originale The House of the Arrow) è un romanzo giallo di A.E.W. Mason pubblicato nel 1924.

## Trama
Jim Frobisher, un avvocato inglese, viene inviato in Francia, a Digione, per assistere una cliente del suo studio legale. La giovane e bella Betty Harlowe si trova ad affrontare una spiacevole vicenda; un lontano parente di nome Waberski, individuo poco raccomandabile, insinua che ci sia qualcosa di poco chiaro nella morte della vedova di suo zio, della quale è l'unica erede. Frobisher fa la conoscenza dell'ispettore Hanaud, il famoso asso della polizia di Parigi, il quale è a sua volta diretto a Digione per indagare. Il caso si rivela ben presto molto complesso, e coinvolge una serie di lettere anonime, un farmacista sospettato di collegamenti con la malavita, un libro sui veleni scomparso dalla biblioteca e una strana freccia di origine africana. I sospetti ricadono sulla dama di compagnia di Betty, Ann Upcott, e Frobisher si troverà nella poco invidiabile posizione di doverla difendere da una grave accusa, cercando al tempo stesso di assistere Hanaud nelle indagini.

## Personaggi Principali
- Jim Frobisher - avvocato, socio giovane dello studio Frobisher & Haslitt
- Jeremy Haslitt - avvocato, socio anziano
- Madame Jeanne-Marie Harlowe - ricca vedova
- Betty Harlowe - nipote e figlia adottiva della signora Harlowe
- Boris Waberski - cognato della signora Harlowe
- Ann Upcott - dama di compagnia
- Francine Rollard - cameriera
- Jeanne Baudin - infermiera
- Monsieur Bex - avvocato degli Harlowe
- Espinosa - amico di Betty Harlowe
- Jean Cladel - farmacista
- Monsieur Girardot - commissario di polizia di Digione
- Maurice Thevenet - suo segretario
- Nicolas Moreau - poliziotto
- Hanaud - Ispettore della Sûreté di Parigi

## Critica
"...l'atmosfera di terrore opprimente, come se l'inferno stesse, letteralmente, per scatenarsi; il problema lodevolmente difficile, non tanto impossibile quanto inspiegabile; e gli indizi accuratamente camuffati, tutti chiari e ben visibili, ma non visti dal lettore - si pensi al portapenne, al fumo nel caminetto e, soprattutto, all'orologio - una lezione su come portare dei personaggi innocenti a mentire inconsapevolmente. Un autentico classico del genere."

## Opere derivate
Il romanzo fu adattato per una rappresentazione teatrale nel 1926 dallo stesso Mason, in collaborazione con l'impresario e attore  
Arthur Bourchier.
Ne sono state realizzate quattro versioni cinematografiche: 
- la prima nel 1930, La Maison de la Fléche, una produzione francese ma girata a Londra, diretta da Henri Fescourt.[3]
- sempre nel 1930, in coproduzione con il film precedente, The House of the Arrow, diretto da Leslie S. Hiscott.[4]
- nel 1940 un film diretto da Harold French, The House of the Arrow, uscito negli Stati Uniti con il titolo Castle of Crimes.[5]
- nel 1953 The House of the Arrow, diretto da Michael Anderson e con Oskar Homolka nel ruolo di Hanaud.[6]

Nel 1984 è andato in onda su BBC Radio 4 un adattamento radiofonico del romanzo, per la regia di Terence Allbright, con Richard Pasco nella parte dell'Ispettore Hanaud.

## Edizioni italiane
- A.E.W. Mason, La casa della freccia, traduzione di Ida Lori, Collana I Libri Gialli n.7, Milano, Mondadori, 1930.
- A.E.W. Mason, La casa della freccia, traduzione di Grazia Maria Griffini, Collana I Classici del Giallo Mondadori, n. 457, Milano, Mondadori, 1984,  p. 254. - Collana I Classici del Giallo Mondadori n.1424, settembre 2019.